# Philoponella quadrituberculata
Philoponella quadrituberculata är en spindelart som först beskrevs av Tord Tamerlan Teodor Thorell 1892.  Philoponella quadrituberculata ingår i släktet Philoponella och familjen krusnätsspindlar. Inga underarter finns listade i Catalogue of Life.